# Aguaviva
Aguaviva (em catalão: Aiguaviva de Bergantes; em aragonês: Auguabiba) é um município da Espanha na província de Teruel, comunidade autónoma de Aragão. Tem 41,9 km² de área e em 2021 tinha 547 habitantes (densidade: 13,1 hab./km²).

## Demografia
| Variação demográfica do município entre 1991 e 2004 | Variação demográfica do município entre 1991 e 2004 | Variação demográfica do município entre 1991 e 2004 | Variação demográfica do município entre 1991 e 2004 |
| --------------------------------------------------- | --------------------------------------------------- | --------------------------------------------------- | --------------------------------------------------- |
| 1991                                                | 1996                                                | 2001                                                | 2004                                                |
| 618                                                 | 641                                                 | 658                                                 | 670                                                 |